# Andrea Brooks
Andrea Katherine Brooks (Brantford, 9 marzo 1989) è un'attrice, modella e conduttrice televisiva canadese nota per aver interpretato l'infermiera Faith Carter nella serie televisiva di Hallmark Channel Quando chiama il cuore ed Eve Teschmacher nella serie The CW Supergirl.

## Biografia

### Primi anni
Nata a Brantford, in Ontario, Brooks ha praticato sin da piccola il pattinaggio artistico e ha studiato danza e teatro musicale. All'età di quindici anni, ha fatto il provino per il film Disney Ice Princess - Un sogno sul ghiaccio, non riuscendo ad ottenere la parte, ma venendo reclutata da un'agenzia di spettacolo. Ha frequentato l'Università della Columbia Britannica, dove ha conseguito una laurea in letteratura inglese e studi cinematografici, nonché un master in cinematografia.

### Carriera
Dopo essere apparsa in diverse produzioni cinematografiche e televisive, il primo ruolo di spessore della Brooks è arrivata nel 2015 quando è stata scelta per il ruolo dell'infermiera Faith Carter nella seconda stagione della serie Hallmark Channel Quando chiama il cuore. Il suo personaggio ha ricevuto un'accoglienza mista, principalmente a causa della minaccia che ha posto alla storia d'amore centrale della serie tra il mountie Jack Thornton (Daniel Lissing) e l'insegnante Elizabeth Thatcher (Erin Krakow). Successivamente la Brooks ha proseguito ad apparire in veste di personaggio ricorrente anche nella terza, quarta, quinta e settima stagione, mentre nella sesta è stata un membro del cast regolare.
Nel 2016 la Brooks si è unita al cast della serie The CW Supergirl quando è stato rinnovato per una seconda stagione. Inizialmente fece il provino per il ruolo di Maggie Sawyer, sebbene lei stessa abbia in seguito ammesso di non ritenere che quel ruolo fosse "adatto a lei". Successivamente le venne inviata un'ulteriore sceneggiatura per provinoarsi al ruolo di "Janice". Pur avendo ottenuto la parte, Brooks capì soltanto dopo che le venne data la sceneggiatura del primo episodio che avrebbe effettivamente interpretato il ruolo di Eve Teschmacher. È stata promossa al cast principale per la quinta stagione della serie.
Nel 2016 è apparsa nel film televisivo Hallmark A Wish for Christmas diretto da Christie Will, con cui Brooks aveva già lavorato nel cortometraggio Dysfunction del 2006.
Brooks ha interpretato il ruolo principale di Mandy Hamilton nel film televisivo originale Hallmark Destination Wedding, al fianco di Rafael Simon, che è stato trasmesso a giugno 2017 come parte della serie June Weddings del canale.

## Vita privata
Nel novembre 2019, Brooks ha dato alla luce la sua primogenita, Viola.
Parla fluentemente francese.

## Filmografia

### Cinema
- Dysfunction, regia di Christie Will Wolf - cortometraggio (2006)
- What Goes Up, regia di Jonathan Glatzer (2009)
- Percy Jackson e gli dei dell'Olimpo - Il ladro di fulmini (Percy Jackson & the Olympians: The Lightning Thief), regia di Chris Columbus (2010)
- Dear Mr. Gacy, regia di Svetozar Ristovski (2010)
- 50 e 50 (50/50), regia di Jonathan Levine (2011)
- La regola del silenzio - The Company You Keep (The Company You Keep), regia di Robert Redford (2012)
- Independence day-saster, regia di W.D. Hogan. (2013)
- The Acting Teacher, regia di Aaron Craven - cortometraggio (2014)
- No Men Beyond This Point, regia di Mark Sawers (2015)
- The Circle, regia di James Ponsoldt (2017)

### Televisione
- Saved – serie TV, episodio 1x01 (2006)
- Split Decision, regia di Simon West – film TV (2006)
- Just a Phase, regia di Rodman Flender – film TV (2006)
- Supernatural – serie TV, episodio 2x06-8x11 (2006)
- Il diario del diavolo (Devil's Diary), regia di Farhad Mann – film TV (2007)
- Le ragazze del Campus (Sorority Wars), regia di James Hayman – film TV (2009)
- The Troop – serie TV, 3 episodi (2009-2011)
- Il ragazzo che gridava al lupo... Mannaro (The Boy Who Cried Werewolf), regia di Eric Bross – film TV (2010)
- Hellcats – serie TV, episodio 1x07 (2010)
- Regista di classe (Geek Charming), regia di Jeffrey Hornaday – film TV (2011)
- R. L. Stine's The Haunting Hour (The Haunting Hour: The Series) – serie TV, episodio 2x12 (2011)
- Radio Rebel, regia di Peter Howitt – film TV (2011)
- Fairly Legal – serie TV, episodio 2x12 (2012)
- The Secret Circle – serie TV, episodio 1x21 (2012)
- Primeval: New World – serie TV, episodio 1x05 (2012)
- Independence Daysaster - La nuova minaccia (Independence Daysaster), regia di W. D. Hogan – film TV (2013)
- I Murphy (Jinxed), regia di Stephen Herek – film TV (2013)
- Motive – serie TV, episodio 2x05 (2014)
- Il mistero delle lettere perdute (Signed, Sealed, Delivered) – serie TV, episodio 1x05 (2014)
- Zodiac: Il segno dell'apocalisse (Zodiac: Signs of the Apocalypse), regia di W. D. Hogan – film TV (2014)
- Il lato oscuro di mio marito (Til Death Do US Part), regia di Farhad Mann – film TV (2014)
- Pagine d'amore (The Bridge), regia di Mike Rohl – film TV (2015)
- Dead People, regia di Tom Kapinos – film TV (2015)
- iZombie – serie TV, episodio 1x10 (2015)
- Unreal – serie TV, 4 episodi (2015)
- Quando chiama il cuore (When Calls the Heart) - serie TV (2015-in corso)
- Pagine d'amore - Parte seconda (The Bridge Part 2), regia di Mike Rohl – film TV (2016)
- Una stella per il ballo (Date With Love), regia di Ron Oliver – film TV (2016)
- La casa del custode (Rescue Me), regia di Farhad Mann – film TV (2016)
- Sognando Manhattan (Summer in the City), regia di Vic Sarin – film TV (2016)
- C'era una volta (Once Upon a Time) – serie TV, episodio 6x02 (2016)
- Supergirl – serie TV, 46 episodi (2016-presente)
- The Flash – serie TV, episodio 3x11 (2017)
- Bates Motel – serie TV, episodio 5x02 (2017)
- Destination Wedding, regia di James Head – film TV (2017)
- Un matrimonio in campagna (A Harvest Wedding), regia di Steven R. Monroe – film TV (2017)
- The Sweetest Heart, regia di Steven R. Monroe – film TV (2017)
- Gli stivali di Babbo Natale (Santa's Boots), regia di Shawn Tolleson – film TV (2018)
- Un Natale inaspettato (Jingle Around the Clock), regia di Paul Ziller – film TV (2018)
- In the Key of Love, regia di Clare Niederpruem – film TV (2019)
- Welcome to the Circle, regia di David Fowler – film TV (2019)
- Un amore di pescatore (Fishing for Love), regia di David Bercovici-Artieda – film TV (2021)
- La combinazione perfetta (The Wedding Fix), regia di Nicholas Humphries – film TV (2022)
- Romance to the Rescue, regia di Heather Hawthorn Doyle – film TV (2022)

## Doppiatrici italiane
Nelle versioni in italiano delle opere in cui ha recitato, Andrea Brooks è stata doppiata da: 
- Monica Volpe in Supergirl, The Flash
- Ludovica De Caro in Il ragazzo che gridava al lupo... Mannaro
- Selvaggia Quattrini in Quando chiama il cuore
- Elena Perino in Un Natale inaspettato
- Maria Letizia Scifoni in Regista di classe
- Eleonora Reti in iZombie